# Rynia (gromada)
Rynia – dawna gromada, czyli najmniejsza jednostka podziału terytorialnego Polskiej Rzeczypospolitej Ludowej w latach 1954–1972.
Gromady, z gromadzkimi radami narodowymi (GRN) jako organami władzy najniższego stopnia na wsi, funkcjonowały od reformy reorganizującej administrację wiejską przeprowadzonej jesienią 1954 do momentu ich zniesienia z dniem 1 stycznia 1973, tym samym wypierając organizację gminną w latach 1954–1972.
Gromadę Rynia z siedzibą GRN w Ryni utworzono – jako jedną z 8759 gromad na obszarze Polski – w powiecie mińskim w woj. warszawskim, na mocy uchwały nr VI/10/7/54 WRN w Warszawie z dnia 5 października 1954. W skład jednostki weszły obszary dotychczasowych gromad Głęboczyca, Rynia, Ruda-Pniewnik i Wólka Kobylańska ze zniesionej gminy Rudzienko w tymże powiecie. Dla gromady ustalono 11 członków gromadzkiej rady narodowej.
31 grudnia 1959 z gromady Rynia wyłączono wsie Ruda Pniewnik i Wólka Kobylańska, włączając je do gromady Wiśniew w tymże powiecie, po czym gromadę Rynia zniesiono a jej (pozostały) obszar włączono do gromady Dobre tamże.